# Gene Hickerson
Robert Eugene Hickerson (Trenton, Tennessee, 15 de febrero de 1935 – Olmsted Falls, Ohio, 20 de octubre de 2008), más conocido como Gene Hickerson, fue un jugador profesional estadounidense de fútbol americano que se desempeñó en la posición de guard en la National Football League (NFL). Es miembro del Salón de la Fama del Fútbol Americano Profesional.

## Carrera
Hickerson jugó como profesional quince temporadas en Cleveland Browns (1958-1960, 1962-1973), equipo en el que se retiró.

## Reconocimiento
El 3 de febrero de 2007, fue seleccionado para ser miembro del Salón de la Fama del Fútbol Americano Profesional.